# Nome trinomial
Na nomenclatura zoológica, um trinomen (pl. trinomina), nome trinominal, ou nome ternário, refere-se ao nome de uma subespécie. Exemplos são Gorilla gorilla gorilla ( Savage, 1847) para o gorila de planície ocidental (gênero Gorilla, espécie gorila ocidental ), e Bison bison bison ( Linnaeus, 1758) para o bisão das planícies (gênero Bison, espécie American bison).
Um trinomen é um nome com três partes: nome genérico, nome específico e nome subespecífico. As duas primeiras partes sozinhas formam o binômio ou nome da espécie. Todos os três nomes são escritos em itálico, e apenas a primeira letra do nome genérico é maiúscula. Nenhum indicador de classificação está incluído: em zoologia, a subespécie é a única classificação abaixo da espécie. Por exemplo: " Buteo jamaicensis borealis é uma das subespécies do gavião de cauda vermelha ( Buteo jamaicensis )."
Em uma publicação taxonômica, um nome está incompleto sem a citação do autor e os detalhes da publicação. Isso indica quem publicou o nome, em qual publicação e a data da publicação. Por exemplo: " Phalacrocorax carbo novaehollandiae (Stephens, 1826)" denota uma subespécie do grande cormorão ( Phalacrocorax carbo ) introduzida por James Francis Stephens em 1826 sob o nome de subespécie novaehollandiae ("da Nova Holanda").
Se o nome genérico e o nome específico já foram mencionados no mesmo parágrafo, muitas vezes eles são abreviados para letras iniciais. Por exemplo, pode-se escrever: "O grande cormorão Phalacrocorax carbo tem uma subespécie distinta na Australásia, o shag preto P. c. novaehollandiae ".
Enquanto a nomenclatura binomial surgiu e imediatamente ganhou ampla aceitação em meados do século XVIII, não foi até o início do século XX que o atual padrão unificado de trinominal foi acordado. Isso se tornou o padrão principalmente por causa da promoção incansável de Elliott Coues — embora os trinominas no uso moderno tenham sido iniciados em 1828 por Carl Friedrich Bruch e por volta de 1850 tenham sido amplamente utilizados especialmente por Hermann Schlegel e John Cassin. Ainda na década de 1930, o uso de trinomina não estava totalmente estabelecido em todos os campos da zoologia. Assim, ao se referir especialmente a obras europeias da época anterior, a nomenclatura utilizada geralmente não está de acordo com os padrões contemporâneos.